# جينيستا مونبلييه
جينيستا مونبلييه (باللاتينية: Genista monspessulana) نوع نباتي يتبع جنس الجينيستا من الفصيلة البقولية.

## الموئل والانتشار
موطنها بلاد الشام وتركيا واليونان والبلقان وجنوب أوروبا وروسيا.

## مرادفات للاسم العلمي
- (باللاتينية: Cytisus monspessulanus L.)
- (باللاتينية: Teline monspessulana (L.) K. Koch)
- (باللاتينية: Cytisus candicans (L.) DC.)
- (باللاتينية: Cytisus kunzeanus Willk.)
- (باللاتينية: Genista candicans L.)